# Mała Śnieżna Turnia
Mała Śnieżna Turnia (słow. Malá Snehová veža, niem. Kleiner Schwarzseeturm, węg. Kis Feketetavi torony) – turnia o wysokości 2160 m n.p.m. znajdująca się w Śnieżnej Grani w słowackiej części Tatr Wysokich. Od Pośredniej Śnieżnej Turni oddziela ją przełęcz Ścienki. Na jej wierzchołek nie prowadzą żadne znakowane szlaki turystyczne, jest dostępna jedynie dla taterników.
Mała Śnieżna Turnia jest najwybitniejszym i najbardziej wysuniętym na północ obiektem w Śnieżnej Grani (stanowi jej zakończenie). Jest to najniższa z trzech Śnieżnych Turni. Na północny zachód, w stronę Czarnego Stawu Jaworowego w Dolinie Czarnej Jaworowej opada wysoką, stromą ścianą. Jej niemieckie i węgierskie nazewnictwo (także innych obiektów w Śnieżnej Grani) pochodzi od tego stawu.

## Historia
Pierwsze wejścia turystyczne:
- Kazimierz Piotrowski i Mieczysław Świerz, 9 czerwca 1910 r. – letnie,
- Jaroslav Mlezák i Ladislav Vodháněl, 24 marca 1953 r. – zimowe,
- Karel Cerman i Jiří Mašek, 24 marca 1953 r. – zimowe (tego samego dnia, inną drogą).